# قمشلو (بیجار)
قمشلو (بیجار)، روستایی از توابع بخش مرکزی شهرستان بیجار در استان کردستان ایران است.

## جمعیت
این روستا در دهستان قمشلو قرار دارد و براساس سرشماری مرکز آمار ایران در سال ۱۳۸۵، جمعیت آن ۱۰۵ نفر (۲۵خانوار) بوده‌است.

## زادگاه
ابراهیم قدردان
کاریکاتوریست ، شاعر، نویسنده
آثار:
کتاب: خوشنویسی نوین
کتاب: کلید کوچولو
مجموع کاریکاتور: زمین نیازمند آرامش است.
مجموعه نمایشنامه ی: هیوار.
مجموعه داستان: ناریا.
نمایشنامه: من ربات نیستم
نمایشنامه: نمایشنامه های کودکانه
نمایشنامه: خرگوش و درخت کوچولو